# 2002 PG150
2002 PG150, também escrito como 2002 PG150, é um objeto transnetuniano que está localizado no Cinturão de Kuiper, uma região do Sistema Solar. Este corpo celeste está em uma ressonância orbital de 4:7 com o planeta Netuno. Ele possui uma magnitude absoluta de 7,7 e tem um diâmetro estimado com cerca de 127 km.

## Descoberta
2002 PG150 foi descoberto no dia 11 de agosto de 2002 pelo astrônomo Marc W. Buie.

## Órbita
A órbita de 2002 PG150 tem uma excentricidade de 0,134 e possui um semieixo maior de 43,504 UA. O seu periélio leva o mesmo a uma distância de 37,686 UA em relação ao Sol e seu afélio a 49,322 UA.